# Поваренский сельсовет
Поваренский сельсове́т — сельское поселение в Коченёвском районе Новосибирской области Российской Федерации.
Административный центр — село Поваренка.

## История
Статус и границы сельского поселения установлены Законом Новосибирской области от 2 июня 2004 года № 200-ОЗ «О статусе и границах муниципальных образований Новосибирской области»

## Население
| 2002  | 2010  | 2012  | 2013  | 2014  | 2015  | 2016  |
| ----- | ----- | ----- | ----- | ----- | ----- | ----- |
| 1519  | ↘1275 | ↘1263 | ↘1250 | ↘1209 | ↗1215 | ↗1254 |
| 2017  | 2018  | 2019  | 2020  | 2021  |       |       |
| ↗1276 | ↗1297 | ↘1270 | ↘1253 | ↘1216 |       |       |

## Состав сельского поселения
| № | Населённый пункт | Тип населённого пункта       | Население |
| - | ---------------- | ---------------------------- | --------- |
| 1 | Антоновка        | деревня                      | ↘92       |
| 2 | Комихинский      | посёлок                      | ↘73       |
| 3 | Поваренка        | село, административный центр | ↘1110     |